# Zasłonak przydrożny
Zasłonak przydrożny (Cortinarius urbicus (Fr.) Fr.) – gatunek grzybów należący do rodziny zasłonakowatych (Cortinariaceae).

## Systematyka i nazewnictwo
Pozycja w klasyfikacji według Index Fungorum: Cortinarius, Cortinariaceae, Agaricales, Agaricomycetidae, Agaricomycetes, Agaricomycotina, Basidiomycota, Fungi.
Po raz pierwszy zdiagnozował go w 1821 r. Elias Fries, nadając mu nazwę Agaricus urbicus. Obecną, uznaną przez Index Fungorum nazwę, nadał mu ten sam autor w 1838 r., przenosząc go do rodzaju Cortinarius.
Synonimy:

- Agaricus urbicus Fr. 1821
- Cortinarius urbicus subsp. arvalis P. Karst. 1879
- Cortinarius urbicus (Fr.) Fr. 1838 subsp. urbicus
- Cortinarius urbicus var. arvalis (P. Karst.) Consiglio, D. Antonini & M. Antonini 2005
- Cortinarius urbicus var. sporanotandus Bidaud & Fillion 2002
- Cortinarius urbicus (Fr.) Fr. 1838 var. urbicus
- Hydrocybe urbica (Fr.) M.M. Moser 1953
- Phlegmacium urbicum (Fr.) M.M. Moser 1955

Nazwę polską nadał Andrzej Nespiak w 1975 r.

## Morfologia
Kapelusz
Średnica 3–7 cm, za młodu stożkowaty, później łukowaty, w końcu płaski z tępym garbem. Powierzchnia gładka, jedwabiście błyszcząca, biaława z promienistymi włóknami. Brzeg podwinięty, często z resztkami białej zasnówki. Jest słabo higrofaniczny. W stanie suchym ma barwę jasnoochrową, w stanie wilgotnym czerwoną do szarobrązowej.
Blaszki
Szerokie, wąsko przyrośnięte, początkowo białawoochrowe, szare, w końcu czerwonobrązowe. Po uciśnięciu ciemnieją. Ostrza jaśniejsze.
Trzon
Wysokość 3–7 cm, grubość 5–12 mm, walcowaty lub maczugowaty, kruchy, pełny. Powierzchnia początkowo białobrązowa z resztkami białej zasnówki, potem naga i szarobrązowa ze słabo widoczną strefą pierścieniową.
Miąższ
Kremowy do jasnobrązowego. Zapach rzodkiewkowy, smak łagodny.
Zarodniki
Cytrynowate, drobno i gęsto brodawkowate, o rozmiarach 7,5–10,5 × 4,5–6 μm.

## Występowanie i siedlisko
Znane są jego stanowiska głównie w Europie. Ponadto podano dwa stanowiska w Kanadzie. O występowaniu tego gatunku w Polsce pisał Andrzej Nespiak w 1975 r., ale nie podał stanowisk. Po raz pierwszy stanowiska tego grzyba w Polsce podają Karasiński i inni w 2015 r. Aktualne stanowiska podaje także internetowy atlas grzybów.
Rośnie na ziemi w lasach i poza lasami, szczególnie przy ciekach wodnych w wierzbowych zaroślach, czasami także w zaroślach leszczynowych. Owocniki tworzy od sierpnia do listopada.
Grzyb niejadalny.